# Caucasonethes vandeli
Caucasonethes vandeli is een pissebed uit de familie Trichoniscidae. De wetenschappelijke naam van de soort is voor het eerst geldig gepubliceerd in 1993 door Tabacaru.